# Ferdynand Władysław Czaplicki
Ferdynand Władysław Czaplicki (ur. 15 sierpnia 1828 w Przeworsku, zm. 14 kwietnia 1886 we Lwowie) – polski kapitan, pisarz, powstaniec styczniowy.
Urodził się w Przeworsku. Od 1842 do 1845 w armii austriackiej. Powstaniec krakowski w 1846, więzień do 1848, potem oficer Gwardii Narodowej we Lwowie, i ponownie w wojsku austriackim. Zwolniony w 1859, rozpoczął prace literacką i dziennikarską. W powstaniu styczniowym kapitan 3. kompanii u Marcina Borelowskiego Lelewela, ranny pod Batorzem w bitwie na Sowiej Górze 6 września 1863, skazany na 6 lat zesłania w głąb Rosji. Po powrocie kontynuował działalność literacką o tematyce historycznej.
Zmarł w 1886 we Lwowie.
Rada Miasta Krakowa w dniu 18 listopada 2009 uchwałą nr LXXXV/1121/09 nadała nazwę ulicy imienia Władysława Czaplickiego na terenie Dzielnicy XV w Krakowie.